# Kumogård
Kumogård var en kungsgård i Satakunta och administrativt centrum för Kumogårds län i Finland.

## Länstagare
- Jöns Knutsson (Kurck), 1635–50
- Arvid Forbus, 1650–65
- Axel Julius De la Gardie, 1665–